# Força iònica
La força iònica, I, és una mesura de la concentració total d'ions en dissolució. Aquesta magnitud fou definida el 1921 pels químics nord-americans Gilbert Newton Lewis i Merle Randall, argumentant que la variació dels coeficients d'activitat d'una dissolució estava correlacionada amb ella.
En el tractament de les dissolucions d'electròlits es defineix força iònica, I, mitjançant l'expressió:
on zi representa la càrrega elèctrica de l'ió i i mi la seva molalitat. La suma s'estén a tots els ions que estan en dissolució. Per exemple en una dissolució 1,00 molal de nitrat de bari, Ba(NO₃)₂, es produeix la dissociació electrolítica representada per la següent equació:
i tenim en dissolució pel Ba2+ una càrrega elèctrica de +2 i una concentració d'1,00 molal i pel nitrat, NO₃- una càrrega elèctrica -1 i una concentració 2,00 molal. La força iònica val:
El concepte de força iònica és important perquè en dissolucions diluïdes els coeficients d'activitat i altres propietats depenen d'ella. Així en la teoria de Debye-Hückel s'obté una equació, la llei límit de Debye-Hückel, vàlida per a dissolucions diluïdes, que prediu que, en el límit de dilució, el logaritme del coeficient d'activitat iònic mitjà és funció lineal de l'arrel quadrada de la força iònica. L'expressió del coeficient d'activitat de l'espècie iònica i és segon Debye i Hückel:
i pel coeficient d'activitat iònic mitjà d'un electròlit Mν+·Aν-:
on A és una constant que depèn de la temperatura i de la naturalesa del dissolvent, i per a l'aigua, a 298 K, val 0,509. L'equació anterior s'anomena llei límit de Debye-Hückel.
Tanmateix per a un no-electròlit el logaritme del coeficient d'activitat varia directament amb la força iònica, augmentant, mentre que per a un electròlit el coeficient d'activitat disminueix al principi. Això implica que la solubilitat d'un no-electròlit en aigua disminueix amb l'addició d'un electròlit que augmenta la força iònica; és el fenomen conegut com a efecte salificant.